# مانتی گرجستان

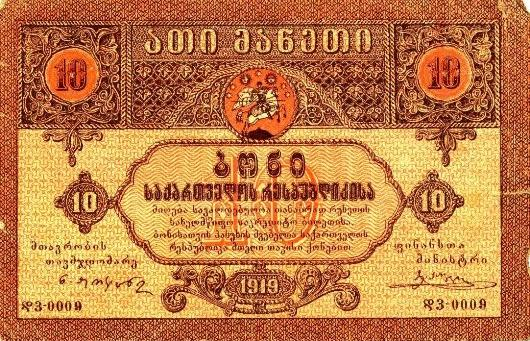
10 مانتی گرجستان

مانتی گرجستان (به انگلیسی: Georgian maneti) بین سال‌های ۱۹۱۹ تا ۱۹۲۳ میلادی یکای پول رایج در کشور گرجستان بوده که مسئولیت کنترل این واحد پولی برعهدهٔ بانک مرکزی گرجستان قرار داشت.